# 反銀心星流
反銀心星流或反銀心殼層（英語：Anticenter Shell），也被稱為“反銀心超級氣泡（Anticenter Superbubble）”是指靠近銀河系反銀心並向宇宙輻射21公分線的區域。它的赤道坐標為赤經06h27m，赤緯+15°；而其銀道坐標為銀經197°，銀緯+2°；位於雙子座與獵戶座的交界方向。反銀心星流是銀河系內的一個“超級殼層”（即非常大的超級氣泡），其呈現球形並向周圍噴發出氣體。
這個星系體於1970年被發現，隨後被研究人員以不同的形式分類。1972年，它被認為是銀河系旋臂；1975年，則被認為來源於受銀河系潮汐力潮汐剝離的矮星系；而到了1975年，又被認為是高速雲。
反銀心星流的暱稱“士力架”來源於馬里蘭大學學院市分校天文學家克里斯蒂安·西蒙森（Christian Simonson）在1975年的一次描述，他認為這是銀河系外星系的一個小“花生”。由於其靠近銀河系，西蒙森的同事們就起了“士力架”這個暱稱；這其中的關係可以參考美國的巧克力棒品牌“銀河”和“士力架”。此外，根據其赤道坐標還有個不太流行的名稱——0627-15。
反銀心星流距離太陽約55,000光年（17千秒差距）。因為其位於隱帶附近，而該區域的天空又被銀河赤道上的宇宙塵埃所遮蔽，所以很難通過無線電觀測並確定其尺寸。